# Diatraea
Diatraea är ett släkte av fjärilar. Diatraea ingår i familjen Crambidae.

## Bildgalleri

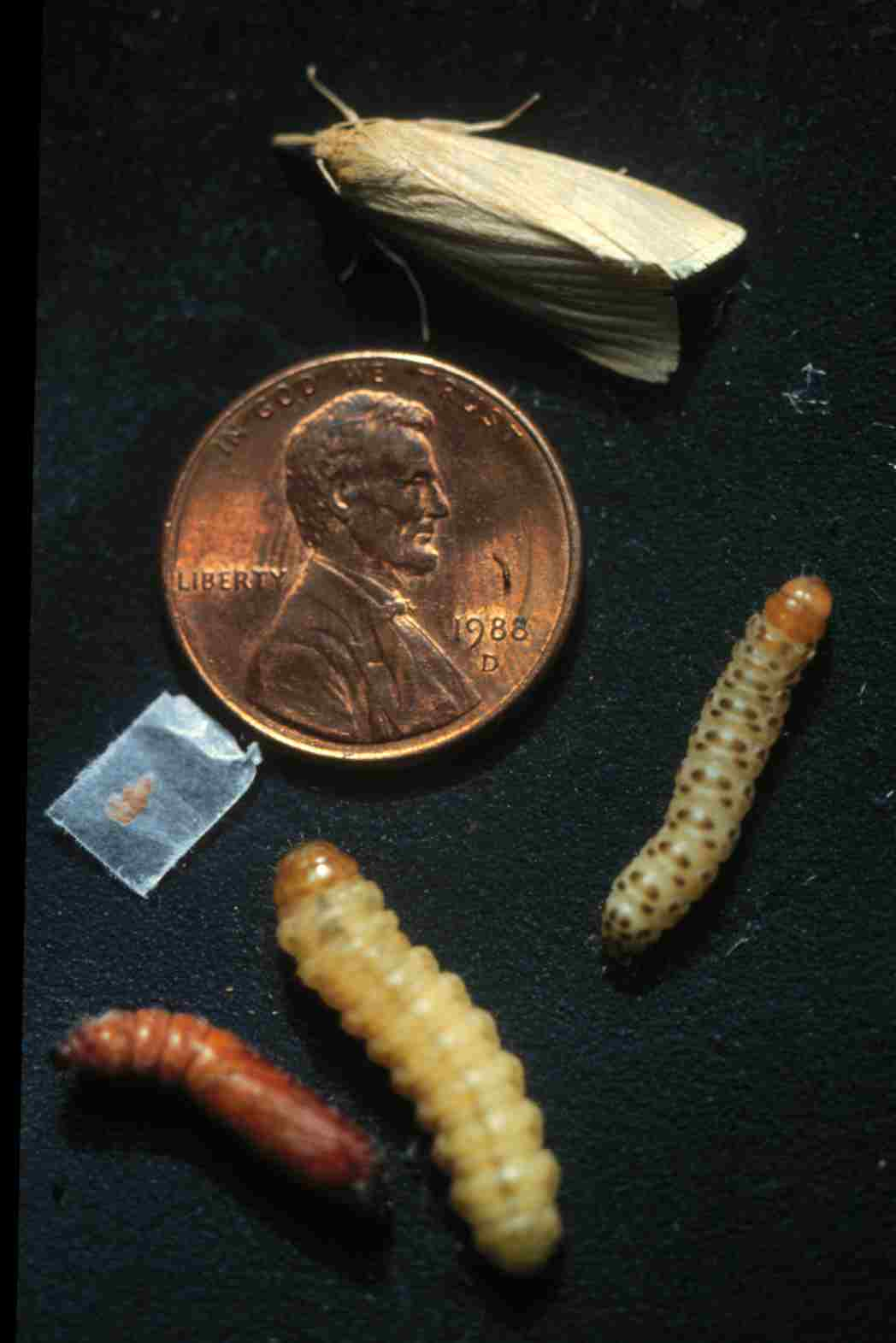

## Dottertaxa tillDiatraea, i alfabetisk ordning[1]
- Diatraea adulcia
- Diatraea albicrinella
- Diatraea amazonica
- Diatraea amnemonella
- Diatraea anathericola
- Diatraea andina
- Diatraea angustella
- Diatraea argentina
- Diatraea balboana
- Diatraea bellifactella
- Diatraea brasiliensis
- Diatraea brucei
- Diatraea brunnescens
- Diatraea busckella
- Diatraea cancellalis
- Diatraea canella
- Diatraea castrensis
- Diatraea cayennella
- Diatraea centrellus
- Diatraea columbiana
- Diatraea considerata
- Diatraea continens
- Diatraea crambidoides
- Diatraea culmicolellus
- Diatraea dyari
- Diatraea entreriana
- Diatraea evanescens
- Diatraea falconensis
- Diatraea flavipennella
- Diatraea fuscella
- Diatraea gaga
- Diatraea grandiosella
- Diatraea grenadensis
- Diatraea guapilella
- Diatraea guatemalella
- Diatraea idalis
- Diatraea impersonatellus
- Diatraea incertella
- Diatraea incomparella
- Diatraea indigenella
- Diatraea instructella
- Diatraea lativittalis
- Diatraea lentistrialis
- Diatraea leucaniellus
- Diatraea lineolata
- Diatraea lineosellus
- Diatraea lisetta
- Diatraea luteella
- Diatraea magnifactella
- Diatraea maritima
- Diatraea maronialis
- Diatraea minimifacta
- Diatraea moorella
- Diatraea morobe
- Diatraea muellerella
- Diatraea myersi
- Diatraea neuricellus
- Diatraea obliqualis
- Diatraea obliteratellus
- Diatraea pallidostricta
- Diatraea pedibarbata
- Diatraea pedidocta
- Diatraea pittieri
- Diatraea postlineella
- Diatraea pulverea
- Diatraea ragonoti
- Diatraea rosa
- Diatraea rufescens
- Diatraea saccharalis
- Diatraea sacchari
- Diatraea saccharivora
- Diatraea savannarum
- Diatraea schausella
- Diatraea setariae
- Diatraea setariaeoides
- Diatraea silvicola
- Diatraea sobrinalis
- Diatraea solipsa
- Diatraea strigipennella
- Diatraea suffusella
- Diatraea tabernella
- Diatraea tripsacicola
- Diatraea umbrialis
- Diatraea venosalis
- Diatraea veracruzana
- Diatraea zeacolella